# Alby with Thwaite
Alby with Thwaite är en civil parish i Storbritannien.   Den ligger i grevskapet Norfolk och riksdelen England, i den sydöstra delen av landet, 180 km nordost om huvudstaden London. Antalet invånare är 223. Arean är 5,8 kvadratkilometer.
Terrängen i Alby with Thwaite är mycket platt.